# 劉光震
劉光震（？—1646年），字肩吾，號豈泥，江西吉安府永新縣人，明朝、南明政治人物。

## 生平
劉光震是天啟四年（1624年）甲子科舉人，崇禎四年（1631年）成辛未科進士，大理寺观政，五年改任福建漳州府教授，六年升國子監助教，七年升南京儀制主事，九年升郎中，十年革職。
崇禎十二年（1639年），劉光震補任廣東雷州府知府，在當地開鑿河渠灌溉農田，又守城抵禦流寇；改任山東兗州府知府，任內去除繁重冗餘的稅收，恢復孟氏農田，不迎合宦官。後來陞任雲南洱海副使。
隆武時，擢太常少卿，因母親年老辭官。福京失守，涕泣而死。

## 著作
有作品集《翼雲堂遺稿》十卷。

## 家族
子劉雷奮、劉龍奮。

## 引用
1. ↑  《崇祯四年辛未科三百五十名进士履历》：刘光震，肩吾，易二房，戊申十月二十三日生。永新人，甲子九十，会八十，三甲一百九名。大理寺政，壬申改漳州府授，癸酉升国子助教，甲戌南礼部主事，丙子升郎中，丁丑革任，己卯補雷州知府。曾祖松。祖懋萱。父渾。
2. 1 2  錢海岳《南明史·卷四十四·列傳第二十》：劉光震，字肩吾，永新人。崇禎四年進士。歷漳州教授、國子助教、南京儀制主事、員外郎、兗州知府，去苛汰冗，復孟氏田，不迎中官。
3. ↑  乾隆《永新縣志·卷七·選舉志》：（天啟）四年（舉人）……劉光震……
4. ↑  欽定四庫全書《廣東通志·卷二十七·職官志二》：……劉光震 江西永新人進士（崇禎）十年任 ……以上雷州知府……
5. ↑  錢海岳《南明史·卷四十四·列傳第二十》：調雷州，守城拒寇。遷洱海副使，擢太嘗少卿，母老歸。福京亡，涕泣卒。
6. ↑  乾隆《吉安府志·卷四十四·人物志 庶官》：劉光震，字肩吾，永新人。崇禎進士，由刑部郎知兗州，廉而有威，中貴遇境，震抗不屈。改知雷州，有湖溉田，久淤，捐貲鑿渠，陞雲南副使，告終養歸，著有《翼雲堂遺稿》。